# Бразилски реал
Бразилски реал (порт. real — краљевски) је национална валута Бразила. ISO 4217 код валуте је BRL. Реал се користи од 1690. године, с мањим прекидом од 1942. до 1994, од када се поновно користи. Дијели се на 100 центава. Симбол којим се означава у Бразилу је R$. Новчанице и кованице издаје Централна банка Бразила, и то: кованице од 1, 5, 10, 25 и 50 центава и 1 реала, те новчанице од 1, 2, 5, 10, 20, 50 и 100 реала.
Прво издање данашњег реала представљено је 1. јула 1994. за вријеме предсједника Итамара Франка, а замијенио је кратковажећи cruzeiro real.